# Митрополит Чешских земель и Словакии
Архиепи́скоп Пра́жский (или Пре́шовский), Митрополи́т Че́шских земе́ль и Слова́кии (чеш. metropolita Pravoslavné církve v Českých zemích a na Slovensku, словац. metropolita Pravoslávnej církvi v Českých krajinách a na Slovensku) — титул предстоятеля Православной Церкви Чешских земель и Словакии, одной из самых молодых автокефальных церквей.
История Церкви Чешских земель и Словакии восходит к IX веку. Автокефалия была предоставлена Московским патриархатом в 1951 году и подтверждена (признана) Константинопольским патриархатом в августе 1998 года. В диптихе православных церквей Чехословацкая церковь стоит на 14-м месте, после Польской Православной Церкви.
Согласно Уставу Православной Церкви Чешских земель и Словакии 1992 года, юрисдикция Церкви распространяется на два независимых государства: Чехию и Словакию. Её предстоятелем может быть выбран и как архиепископ Пражский, так и как архиепископ Прешовский. В связи с этим полный титул предстоятеля Православной Церкви Чешских земель и Словакии звучит как Архиепископ Пражский, Митрополит Чешских земель и Словакии или Архиепископ Прешовский, Митрополит Чешских земель и Словакии — в зависимости от того, кто был избран им: архиепископ Пражский или архиепископ Прешовский.

## Предстоятели
- Елевферий (Воронцов) (8 декабря 1951 — 28 ноября 1955), перешёл в РПЦ
- Иоанн (Кухтин) (17 мая 1956 — 23 октября 1964), ушёл на покой
- Дорофей (Филип) (25 октября 1964 — 30 декабря 1999)
- Николай (Коцвар) (4 июня 2000 — 30 января 2006)
- Христофор (Пулец) (с 28 мая 2006 — 12 апреля 2013), ушёл на покой
- Ростислав (Гонт) (с 01 февраля 2014 — по н.вр.)